# Pierre Lévy
Pierre Lévy (Túnez, 1956) es un escritor, filósofo y profesor tunecino investigador en ciencias de la comunicación francesa. Su trabajo se enfoca en el campo de la ética aplicada a las tecnologías de la información. Teoriza la noción de inteligencia colectiva e intenta crear un metalenguaje digital, llamado IEML (Information Economy Meta Language).

## Biografía
Pierre Lévy realizó una maestría en Historia de la Ciencia bajo la dirección de Michel Serres en la Universidad La Sorbonne (1980). También es doctor en sociología, recibido en el Escuela de Estudios Superiores en Ciencias Sociales (EHESS), francesa, dirigido por Cornelius Castoriadis. En 1991 obtuvo una habilitación para investigar sobre las ciencias de la comunicación (Universidad de Stendhal en Grenoble).
Así se forma dentro de la filosofía francesa contemporánea, y su pensamiento se sitúa en la continuidad de la filosofía del proceso como las de Michel Serres, Gilles Deleuze y Martin Heidegger. Pierre Lévy es también un lector de filósofos medievales, especialmente aristotélicos judíos y musulmanes, como Al-Farabi, Avicenne, Maimónides y Averroes. Toma de estos los términos virtualitas (virtualidad/poder) y el intelecto agente, para definir inteligencia colectiva moderna expresada a través de redes digitales.

### Su trabajo
Actualmente, es profesor en el Departamento de Comunicación de la Universidad de Ottawa. De 1993 a 1998 fue profesor en el Departamento Hipermedia de la Universidad de París VIII.
Los intereses del profesor Lévy están situados alrededor del concepto de inteligencia colectiva y en el de sociedades basadas en el conocimiento. Levy, menciona en su texto Collective Intelligence que el conocimiento se ha convertido en la nueva infraestructura. En su libro, Inteligencia colectiva, ofrece una hipótesis inspirada en Bernard Perret de una de las razones por la cual cayeron los gobiernos comunistas: la economía burocrática funcionaba muy bien en la década de los sesenta, pero no pudieron seguir la transformación de estructuras tecnológicas y de organización entrando a los setenta. Fueron incapaces de adecuarse a la inteligencia colectiva. Añade que el totalitarismo cayó frente a nuevas formas de labor móvil y cooperativo.
Es un pensador mundialmente reconocido en el campo de la "cibercultura". En 2004, fue elegido como miembro de la Sociedad Real de Canadá. Entre sus trabajos recientes, se ha enfocado en el desarrollo del lenguaje IEML (Information Economy Meta Language) que tiene un fundamento semiótico y que tiene la finalidad de ofrecer un sistema sintáctico de coordenadas para abordar los conceptos que se encuentran en internet. En sus propias palabras: "Hoy en día disponemos de algo denominado web semántica, ¡pero no es semántica en absoluto! Esta está basada en relaciones lógicas entre los datos y los modelos lógico-algebraicos. No hay un modelo semántico en esto. De hecho, actualmente no hay ningún modelo que proponga automatizar la creación de relaciones semánticas de una manera general y universal. IEML va a permitir la simulación de los ecosistemas de ideas generados en las actividades de las personas y reflejar la inteligencia colectiva. Esto va a cambiar completamente el significado de big data porque vamos a ser capaces de transformar estos datos en conocimiento".
Lévy es uno de los filósofos más importantes que trabaja en las implicaciones del ciberespacio y de la comunicación digital. En 1990 publicó un libro acerca de la convergencia de redes digitales y la comunicación hipertextual. Entre otros, Henry Jenkins se refiere a Lévy como una autoridad importante de las teorías de inteligencia colectiva en línea, en tanto Derrick de Kerckhove retoma el concepto de inteligencia colectiva en su libro La piel de la cultura: investigando la nueva realidad electrónica (Barcelona, Gedisa, 1999). Cuenta el autor que, en ocasión de encontrarse caminando por una calle de Tokio, logró percibir que la inteligencia se podía sentir en el aire, y se le ocurrió la noción de inteligencia colectiva, para luego descubrir que dicho concepto ya había sido acuñado por Pierre Lévy, quien acababa de publicar un libro sobre el tema. Agrega, irónicamente, “esto me satisface mucho, no sólo porque significa que la idea es seria, sino también porque así no tengo que escribir un libro sobre ella”.
En su libro: ¿Qué es lo virtual? (Barcelona, Paidós, 1999), en francés Qu'est-ce que le virtuel? (París, La Découverte, 1995), Lévy relaciona y desarrolla el concepto de "lo virtual", a partir de Gilles Deleuze, como una dimensión de la realidad que subsiste con la actual, pero irreducible a ella. Lévy distingue otros tres estados alternos a lo virtual: lo actual, lo real, y lo posible.

## Principales Obras

### Las tecnologías de la inteligencia
En el libro "Las tecnologías de la Inteligencia", Lévy lleva como tema central el papel de la información en la constitución de las culturas y las inteligencias de los grupos humanos. Se ocupa de las tecnologías de las que llama "tecnologías inteligentes", la defensa de la tesis de la historia a través de la inteligencia "cosmopolita colectiva", compuesto por individuos, instituciones y técnicas. 
La cuestión técnica ocupa una posición central en su obra. Lévy nos conduce a una revisión, tanto de la filosofía política, como de la filosofía del conocimiento tales como el mito, la ciencia, la teoría la interpretación o la objetividad dependen íntimamente del uso histórico que se encuentra en ciertas tecnologías intelectuales. El propósito es designar las tecnologías intelectuales como un terreno político fundamental, como un lugar de conflictos e interpretaciones divergentes. Pierre Lévy intentará mostrar en este loibro que no existe informática en general, y no presentará ni una apología ni una crítica a la misma, sino un ensayo de evaluación de las cuestiones antropológicas ligadas al creciente uso del ordenador.

### Los árboles del conocimiento
La idea de los "Árboles de conocimientos" desarrollada por Lévy y su amigo Michel Authier (matemático con formación sociológica e historia de las ciencias), consiste en un programa de informática creado para que los miembros de una determinada comunidad puedan revelar sus cualificaciones y habilidades y mostrarlas a la sociedad, o sea, el árbol muestra el conjunto de conocimientos del colectivo.
Para Lévy, de hecho, el árbol es un mundo virtual basado en un conjunto de conocimientos, y en cómo compartirlos. El libro se divide en tres partes: Fábulas, El Sistema y Cuestiones.
En la primera parte, Fábulas, propone historias hipotéticas en la cuales la idea de los Árboles de Conocimiento se realizarían. En diversos momentos y en las más variadas localidades del mundo hay ejemplos de aplicaciones del programa, observando la posibilidad del reencuentro del colectivo, de una solidaridad humana y concreta. 
Según Pierre Lévy, los Árboles de Conocimientos son una hipótesis de la democracia que se ajustan en la sociedad actual, por eso es, para él, un gran bosque donde los árboles crecen en el conocimiento centrado en la información y la comunicación rápida, lo que representa a las comunidades. Por otra parte se trata de un proyecto para el futuro, que se aplicará en el largo plazo y el acceso a nuevos medios tecnológicos para convertirse en algo más amplio.

### Cibercultura

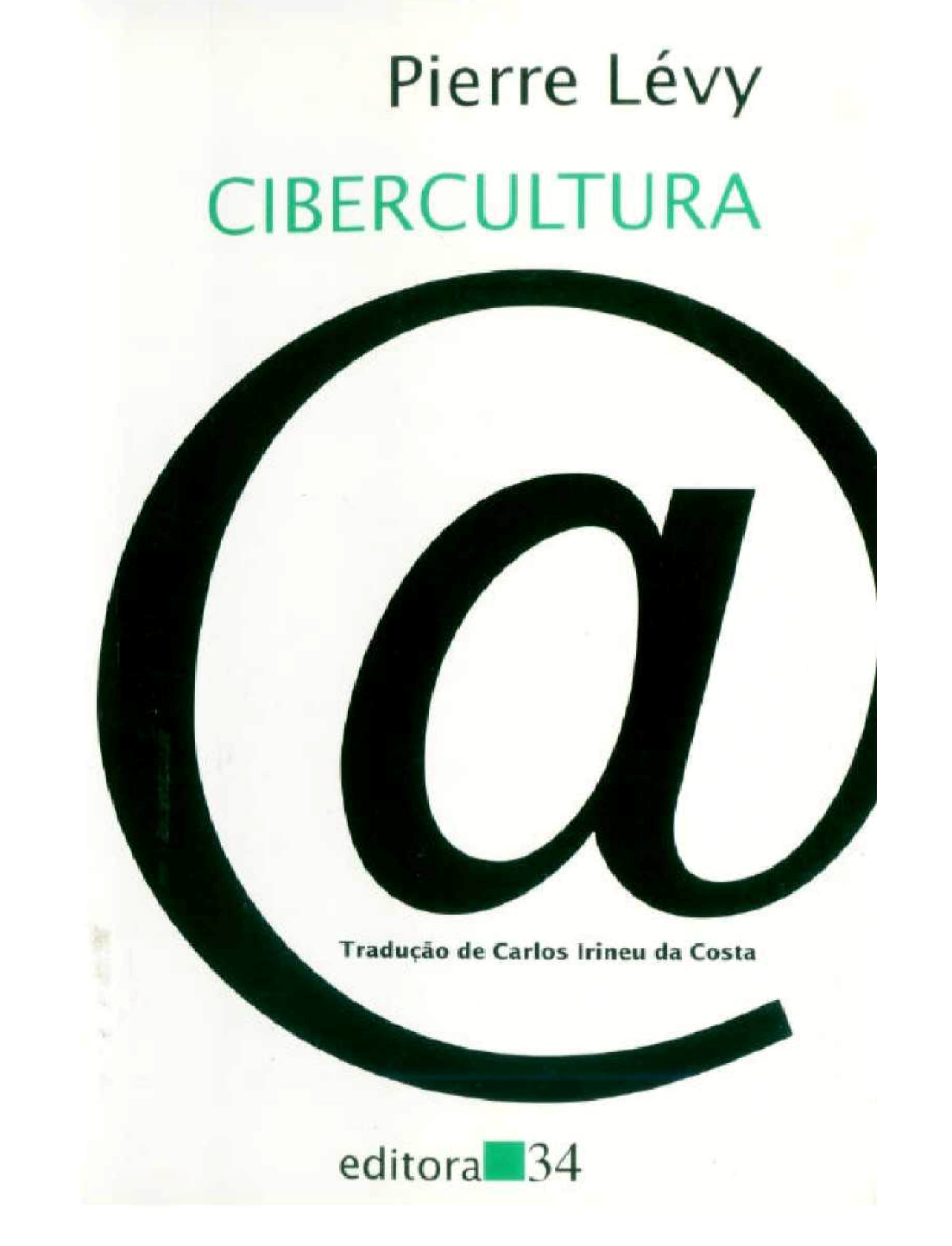

El libro aborda cuestiones como lo que es la cibercultura, que movimiento social y cultural se oculta detrás de este fenómeno técnico, si podemos hablar de una nueva relación con el saber, cuáles son las mutaciones que la cibercultura genera en la educación y la formación, ¿Cuáles son las nuevas formas artísticas relacionadas con las computadoras y las redes, como el desarrollo del ciberespacio afecta al espacio urbano y la organización del territorio, y cuáles son las implicaciones culturales de las nuevas tecnologías. El libro abarca, desde la exploración a la navegación, a través de la memoria, la programación, el software, la realidad virtual, los medios de comunicación, la interactividad, el correo electrónico, etc.
Pasada más de una década, la obra aún se muestra presente, trayendo reflexiones oportunas para repensar los caminos de la humanidad y, en especial, del aprendizaje, con el advenimiento de las tecnologías digitales. 
Lévy finaliza su libro discutiendo sobre los cuestionamientos y críticas que su teoría podría generar, tales como la crítica de la sustitución, que afirma que lo virtual suplantará lo real; el mantenimiento de la diversidad de lenguas y culturas; y los problemas de exclusión y desigualdad social frente a las nuevas tecnologías. De esa forma, hace una "crítica de la crítica", cuestionando hasta que punto esas críticas son progresistas ya a partir de cuando corren el riesgo de volverse conservadoras.

### ¿Qué es virtual?
En el libro "¿Qué es virtual?" Pierre Lévy aborda el fenómeno de la virtualización a la luz de la relación entre la comunicación virtual y las características de la sociedad contemporánea. El autor nos lleva a precisar el concepto de "lo virtual" desde su raíz filosófica escolástica, mostrando que "virtual" no es antónimo de "real" y ni sinónimo de "imaginario". Además, distancia lo real y la virtualización de lo actual y lo virtual. Para él, lo real tiene limitaciones evidentes y es observable, mientras que la virtualización tiene pensamiento basado en definiciones y determinaciones.
El autor muestra los diferentes tipos de virtualizaciones que desarrollo el "humano", que eran la lengua, la técnica y los contratos. También, aborda de manera más profunda otros tipos de virtualizaciones tales como, la virtualización del cuerpo, el texto y la economía. Más de un capítulo está dedicado a la virtualización de la inteligencia, tanto colectiva como la personal, y de cómo la virtualización predispone la manera de pensar del individuo y de los grupos. Lévy explica este concepto en su libro bajo aspectos filosóficos, antropológicos y sociopolíticos (definidos por Lévy como un triple enfoque).

## Obras de Pierre Lévy
- Lévy P., L’Œuvre de Warren McCulloch, in «Cahiers du CREA», 7, Paris 1986, pp. 211-255
- Id., Analyse de contenu des travaux du Biological Computer Laboratory (BCL), in «Cahiers du CREA», 8, Paris 1986, pp. 155-191.
- Id., La Machine Univers. Création, cognition et culture informatique, La Découverte, Paris 1987.
- Id., Les Technologies de l’intelligence. L’avenir de la pensée à l’ère informatique, La Découverte, Paris 1990.
- Id., L’idéographie dynamique. Vers une imagination artificielle?, La Découverte, Paris 1991.
- Id., Authier M., Les Arbres de connaissances, La Découverte, Paris 1992.
- Id., Le cosmos pense en nous, in «Chimères», XIV, 1992, poi in Id., Chambat P. (a cura di), Les Nouveaux Outils de la pensée, Éditions Descartes, Paris 1992.
- Id., De la programmation considérée comme un des beaux-arts, La Découverte, Paris 1992.
- Id., L’Intelligence collective. Pour une anthropologie du cyberespace, La Découverte, Paris, 1994.
- Id., Qu’est-ce que le virtuel?, La Découverte, Paris 1995.
- Id., Cyberculture. Rapport au Conseil de l’Europe dans le cadre du projet “Nouvelles technologie: coopération culturelle et communication”, Odile Jacob, Paris 1997.
- Id., Labrosse D., Le Feu libérateur, Arléa, Paris 1999.
- Id., World Philosophie: le marché, le cyberespace, la conscience, Odile Jacob, Paris 2000.
- Id., Cyberdémocratie. Essai de philosophie politique, Odile Jacob, Paris 2002.
- Id., Société du savoir et développement humain, in P. Imbert (a cura di), Le Canada et la société des savoirs, CR Université d’Ottawa, Ottawa 2007, pp. 115-175.
- Id., Toward a Self-referential Collective Intelligence: Some Philosophical Background of the IEML Research Program, First International Conference, ICCCI 2009, Wroclaw (Poland) 10.2009, in N.N. Than, K. Ryszard, C. Shyi-Ming (a cura di), Computational Collective Intelligence, Semantic Web, Social Networks and Multi-agent Systems, Springer, Berlin-Heidelberg-NY 2009, pp. 22-35.
- Id., Algebraic Structure of IEML Semantic Space, CI Lab Technical Report, 2009, http://www.ieml.org/spip.php?article152 Archivado el 22 de julio de 2011 en Wayback Machine..

## Obras sobre Pierre Lévy
- Bentivegna S. Politica e nuove tecnologie, Laterza, Roma-Bari 2002.
- Berardi F.(a cura di), Cibernauti. Tecnologia, comunicazione, democrazia, Castelvecchi, Roma 1996.
- Corchia L., La teoria degli spazi antropologici, in «The Lab’s Quarterly», 3, 2007.
- Id., La democrazia nell’era di Internet. Per una politica dell’intelligenza collettiva, Le Lettere, Firenze 2011.
- de Kerckhove D. [1995], La pelle della cultura. Un’indagine sulla nuova realtà elettronica, Costa & Nolan, Génova 1996.
- Id. [1997], L’intelligenza connettiva. L’avvento della Web society, Aurelio De Laurentiis multimedia, Milano 1999.